# Russische Provokation bei Kertsch 2018
Am 25. November 2018 provozierte die Russische Föderation in der Meerenge von Kertsch vor der Küste der Halbinsel Krim einen militärischen Zusammenstoß mit der Ukraine. Schiffe der russischen Küstenwache, die dem Geheimdienst FSB unterstehen, beschossen und enterten einen Schlepper und zwei Patrouillenboote der ukrainischen Marine, die auf dem Weg zur ukrainischen Hafenstadt Mariupol waren.
Beim Angriff wurden drei bis sechs ukrainische Seeleute verletzt, die Besatzungen durch russische Spezialeinheiten festgenommen und die drei Boote beschlagnahmt.
Im Mai 2019 verurteilte der Internationale Seegerichtshof Russland und forderte die sofortige Freilassung der Seeleute. Im September desselben Jahres wurden sie im Rahmen eines Gefangenenaustauschs freigelassen.

## Hintergrund
Im Februar 2014 hatte Russland die Krim besetzt und als ein Föderationssubjekt Russlands annektiert. Die Ukraine und die Mehrheit der internationalen Gemeinschaft und Wissenschaftler betrachten die Krim auch nach der völkerrechtswidrigen Annexion als ukrainisches Staatsgebiet.
Russland beschuldigte die Ukraine, das Territorialgewässer Russlands verletzt zu haben. Das internationale Seerechtsübereinkommen von 1982 erlaubt aber für jedes Schiff jeder Nationalität die freie Durchfahrt, auch für ukrainische Schiffe. Außerdem garantierten sich Russland und die Ukraine in einem Vertrag vom 24. Dezember 2003 gegenseitig die freie Durchfahrt vom Schwarzen zum Asowschen Meer.
Bereits 2003 kam es zu russisch-ukrainischen Grenzstreitigkeiten um die Insel Tusla in der Straße von Kertsch, nachdem Russland begann, die ukrainische Insel per Damm mit dem russischen Festland zu verbinden. Bis dato gab es keine Einigung zur gemeinsamen Seegrenze.
Die Streitigkeiten bezogen sich bereits damals auch auf den Kertsch-Jenikalsker-Kanal, westlich von Tusla verlaufend und damit ebenfalls nach Grenzziehungen der Sowjetunion auf ukrainischem Seegebiet gelegen, sowie die entsprechenden Durchfahrtsrechte ins Asowsche Meer.
Ende 2013 waren immer noch keine Vereinbarungen zur Festlegung der Seegrenze getroffen worden, auch wenn bereits im Dezember 2003 ein Vertrag zur gemeinsamen Nutzung des Asowschen Meeres und der Straße von Kertsch unterzeichnet wurde.
Im Februar 2014 besetzten Spezialeinheiten der Russischen Föderation die ukrainische Halbinsel Krim (vgl. Grüne Männchen und Russische Intervention auf der Krim), die schließlich von Russland annektiert wurde. Seitdem sieht Russland die Krim als sein Föderationssubjekt. Völkerrechtlich ist die Krim ukrainisch und wird von der Mehrheit der Mitgliedsstaaten der Vereinten Nationen weiterhin als Teil der Ukraine anerkannt (vgl. Resolution 68/262 und deren Völkerrechtliche Bewertung).
Seit der Krim-Annexion kontrolliert Russland beide Seiten der Straße von Kertsch. Diese etwa 40 km lange Meerenge verbindet das Schwarze Meer mit dem Asowschen Meer. Nur über die Straße von Kertsch können Schiffe das Asowsche Meer und die dort gelegenen ukrainischen Hafenstädte Mariupol, Berdjansk und Henitschesk befahren. Die russische Kontrolle beider Seiten der Meerenge ermöglicht es Russland, den ukrainischen und internationalen Schiffsverkehr zu stören und die Routen zu ukrainischen Häfen abzuschnüren. Die Behinderung des Schiffsverkehrs nahm seit dem Bau der Krim-Brücke zu. Die Brücke wurde so niedrig gebaut, dass nur Schiffe unter ihr fahren können, die nicht höher als 33 Meter sind. Störungen entstehen zudem dadurch, dass der russische Inlandsgeheimdienst FSB immer mehr ukrainische und ausländische Schiffe für Stunden oder gar mehrere Tage stoppt, teilweise mehrmals durchsucht und die Schiffsbesatzungen verhört. Insgesamt hat die russische Marine ihre Präsenz erhöht und Kriegsschiffe der Kaspischen Flottille in das Asowsche Meer verlegt. Während Russland in dem Gewässer nach eigenen Angaben über 120 Kriegsschiffe verfügt, muss die Ukraine vor allem mit älteren Patrouillenbooten auskommen. 70 % des ukrainischen Schiffsbestands gingen nach der Krim-Annexion verloren.

### Seerechtliche Situation
Im Dezember 2003 unterzeichneten Russland und die Ukraine im Anschluss an den russisch-ukrainischen Grenzvertrag, der am 23. April 2003 in Kraft getreten war, einen bilateralen völkerrechtlichen Vertrag über den Grenzverlauf im Asowschen Meer und der Straße von Kertsch, der beide Gewässer als „gemeinsame innere Gewässer“ definiert. Der Vertrag wurde von Russland am 22. April 2004 ratifiziert. Er ist von beiden Seiten noch nicht gekündigt und damit weiterhin in Kraft. Der Vertrag sichert den Schiffen beider Länder die freie Nutzung des Asowschen Meeres und der Straße von Kertsch zu. Dies gilt ausdrücklich auch für militärische Seefahrzeuge beider Vertragsparteien in beiden Gewässern, und zwar „ohne Einschränkung oder Zustimmung des jeweils anderen Staates“. Darüber hinaus dürfen nach den Regeln des internationalen Seerechtsübereinkommens von 1982, dem sowohl Russland als auch die Ukraine beigetreten sind, Schiffe die Meerenge von Kertsch frei passieren, auch ohne die Zustimmung der Anliegerstaaten. Nach Artikel 32 des Seerechtsübereinkommens genießen staatliche Seeschiffe grundsätzlich souveräne Immunität, sogar in fremden Territorialgewässern. Wenn ein Kriegsschiff die Gesetze und Vorschriften eines Küstenstaats über die Durchfahrt durch sein Küstengewässer nicht einhält und eine ihm übermittelte Aufforderung, sie einzuhalten, missachtet, kann der Küstenstaat gemäß Artikel 30 des Übereinkommens von dem Schiff verlangen, das Küstenmeer sofort zu verlassen. Aber unter keinen Umständen darf ein Staat ein Kriegsschiff eines anderen Landes ergreifen und beschlagnahmen.
Weil die Krim und damit auch die Küstengewässer der Krim völkerrechtlich der Ukraine zugeordnet sind, woran die russische Annexion rechtlich nichts geändert hat, darf Russland völkerrechtlich dort keine Hoheitsgewalt ausüben. Laut den Völkerrechtlern Daniel-Erasmus Khan und Valentin Schatz gelten auch unabhängig von der Frage der Zugehörigkeit der Krim die Durchfahrtsrechte nach dem Völkergewohnheitsrecht. Eine völkerrechtliche Rechtfertigung gebe es für das russische Vorgehen nicht.
Hingegen betrachtet Russland die Meerenge zwischen dem Asowschen und Schwarzen Meer als alleiniges Hoheitsgebiet.
Da es sich um die Küste der Krim handelt und Tusla ebenfalls zu ukrainischem Staatsgebiet gehört, beansprucht die Ukraine Teile der Straße von Kertsch als alleiniges Hoheitsgebiet. Eine seit der Krise 2003 verhandelte Einigung zur gemeinsamen Seegrenze kam bis Ende 2013, also kurz vor der Annexion der Krim durch Russland 2014, nicht zustande.
Der Internationale Seegerichtshof forderte Russland am 25. Mai 2019 auf, die ukrainischen Seeleute freizulassen und die Schiffe zurückzugeben.
Die Freilassung geschah schließlich im Rahmen eines Gefangenenaustauschs zwischen Russland und der Ukraine im September desselben Jahres.

## Verlauf

### Angriff am 25. November

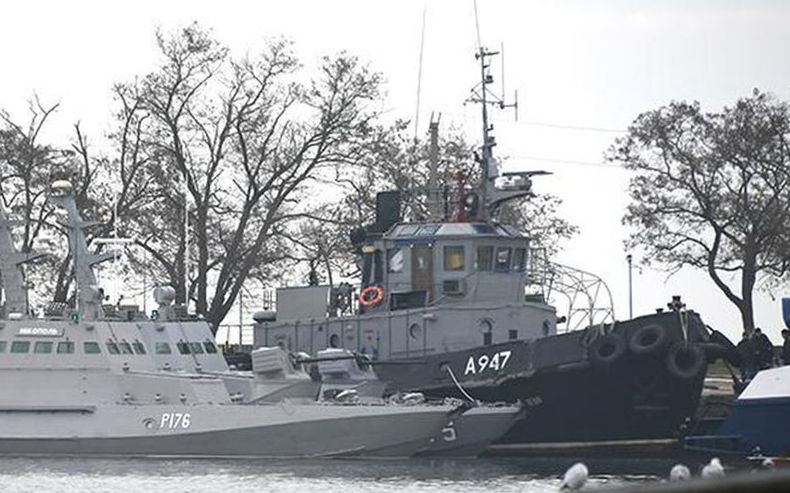
Die drei geenterten ukrainischen Boote in Kertsch

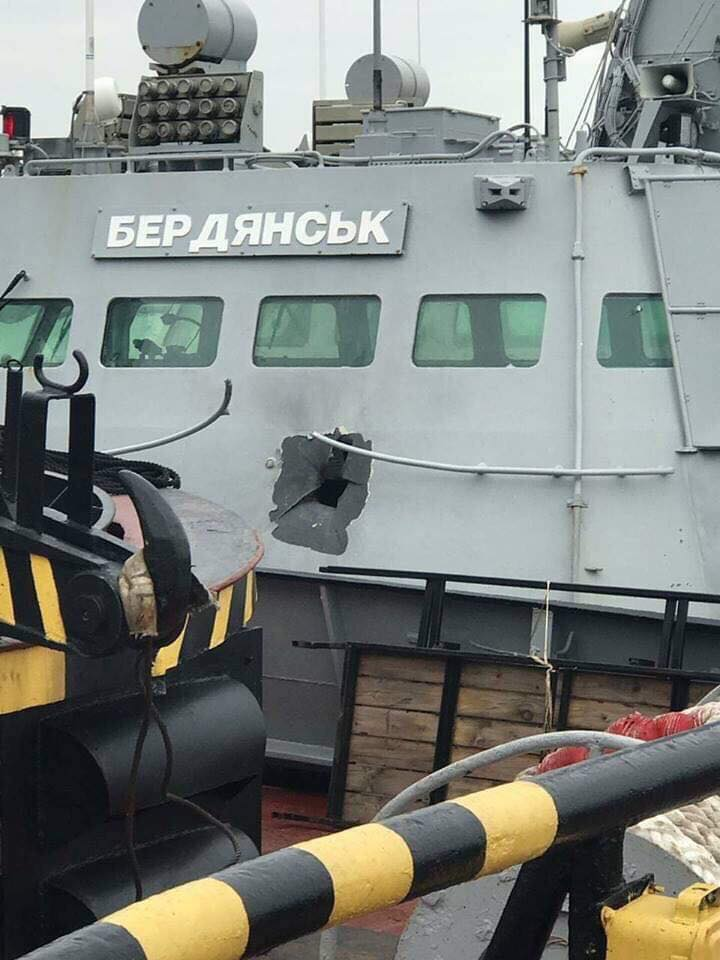
Einschussloch in der Kommandobrücke der Berdjansk

Der Zwischenfall begann am Morgen des 25. November 2018, als Schiffe der russischen Küstenwache dem ukrainischen Schlepper Jany Kapu und den Patrouillenbooten Berdjansk und Nikopol vom Typ Hjursa die Durchfahrt in der Meerenge von Kertsch verweigerten. Die drei ukrainischen Boote waren auf dem Weg von Odessa im Südwesten der Ukraine zur Hafenstadt Mariupol am Asowschen Meer im Osten der Ukraine. In den Monaten zuvor hatte es zunehmend Fälle von durch Russland aufgebrachten Frachtschiffen gegeben, und die Ukraine hatte infolgedessen begonnen, zur Gewährleistung des sicheren Handelsverkehrs im Asowschen Meer dort eine Marinebasis aufzubauen. Am 25. November sollten daher planmäßig, und laut ukrainischen Angaben angekündigt, ein Schlepper und zwei Patrouillenboote von Odessa nach Mariupol verlegt werden. Noch im September hatte eine angemeldete Verlegung ukrainischer Schiffe durch die Meerenge nach Artikel 18 und 19 der UNO-Seerechtskonvention funktioniert.
Als die drei Schiffe sich vom Schwarzen Meer der Meerenge von Kertsch näherten, wurden sie von mehreren russischen Marine- und Grenzschutzschiffen abgefangen. Das russische Schiff Don der Sorum-Klasse rammte den Bug des Schleppers Jany Kapu, nachdem das Schleppboot von einem anderen russischen Küstenwachenschiff abgedrängt worden war. Laut Funkkommunikation zwischen den russischen Schiffen wurde der ukrainische Schlepper im Schwarzen Meer zwei Mal im Abstand von neun Minuten gerammt. Das russische Schiff Isumrud der Rubin-Klasse wurde dabei beim Zusammenstoß mit einem der größeren russischen Schiffe beschädigt. Weitere auf russischer Seite beteiligte Schiffe waren die U-Jagd-Korvette Susdalets der Grischa-Klasse, zwei Artillerieboote vom Typ Schmel, Patrouillenboote vom Typ Sobol und der Manguste-Klasse. Russland entsandte darüber hinaus Militärhubschrauber (Kamow Ka-50) sowie Kampfflugzeuge (Suchoi Su-25) in die Gegend.
Nachdem die ukrainischen Boote gewaltsam an der Durchfahrt gehindert wurden, kehrten sie am Abend um und begannen die Fahrt zurück nach Odessa. Auf dem Weg wurden sie von mehreren russischen Schiffen bis ins Schwarze Meer verfolgt und beschossen. Die ukrainischen Boote schossen nicht zurück. Nach Angaben des FSB, der für den Grenzschutz zuständig ist, eröffneten die Russen das Feuer im Küstengewässer der Krim, das Russland als eigenes Territorialgewässer ansieht. Die vom FSB veröffentlichten Koordinaten liegen allerdings knapp außerhalb der Zwölf-Meilen-Zone, also bereits in internationalen Gewässern. Das Schwarze Meer, in dem die Schiffe beschossen wurden, ist für die Schifffahrt frei. Anschließend stürmten russische Spezialeinheiten die Boote in 23 km Entfernung vor der Küste der Krim, beschlagnahmten sie und nahmen 24 ukrainische Matrosen fest. Nach ukrainischen Angaben wurden sechs Matrosen verletzt, der FSB sprach von drei Verwundeten. Die drei geenterten ukrainischen Boote wurden in den russisch kontrollierten Hafen von Kertsch geschleppt. Am folgenden Tag bestätigte der FSB, dass ukrainische Schiffe im Schwarzen Meer mit Waffengewalt gestoppt und geentert wurden. Aufnahmen der festgesetzten Boote zeigen, dass sich Einschusslöcher auf der Berdjansk hauptsächlich im Bereich der Kabine befinden. Die Berdjansk wies zudem ein fenstergroßes Einschussloch in der Kommandobrücke auf. Das Boot wurde von einer 30-mm-Waffe der russischen Kriegsschiffe getroffen oder von einem der heranbeorderten russischen Kampfflugzeuge. Laut dem Recherchenetzwerk Bellingcat deuten die Einschussstellen darauf hin, dass die Russen nicht die ukrainischen Boote außer Gefecht setzen, sondern die ukrainischen Matrosen verletzen wollten.

### Hafenblockade
Am 25. November 2018 sperrte Russland die Meerenge von Kertsch, indem es einen zivilen Tanker quer unter die Krim-Brücke stellte und so die Durchfahrt für ukrainische Schiffe blockierte. Laut der russischen Zeitung Wedomosti wurden an dem Tag nur das russische Minenabwehrschiff Vize-Admiral Sacharjin und zwei russische Kanonenboote durchgelassen. Nachdem die Brücken-Durchfahrt kurzzeitig geöffnet wurde, versperrt Russland seit dem 28. November 2018 wieder den Durchlass für Schiffe in beide Richtungen. Laut dem ukrainischen Infrastrukturminister Wolodymyr Omeljan werden Schiffe vom Schwarzen Meer aus nicht zu ukrainischen Häfen am Asowschen Meer durchgelassen und Schiffe können die Häfen nicht verlassen, weil Russland auch den Zugang vom Asowschen zum Schwarzen Meer blockiert. Am 29. November 2018 bestätigte der Hafen von Berdjansk, dass wegen der Blockade durch Russland seit Tagen keine Schiffe im Hafen angekommen seien. Der Seehandel brach ein, Containerkräne stehen still und die Verluste belaufen sich auf mehrere Millionen Hrywnja. Seit Tagen liegen Schiffe, die Getreide und Metall entladen, in den Gewässern in der Nähe von Berdjansk und warten vergeblich auf die Erlaubnis Russlands, die Straße von Kertsch zu passieren, da es keinen anderen Weg in oder aus dem Asowschen Meer gibt. Die Logistik der Passagen (Lotsen, Genehmigungen, Kontrollen) ist unzureichend oder vorsätzlich gestört. Zwölf Tage nach Beginn der Blockade steckten Frachtschiffe mit mehreren Tonnen Getreide an Bord in Berdjansk fest. Einige kehrten in ihre Ausgangshäfen zurück, weil Russland ihnen nach Tagen keine Erlaubnis erteilt hatte. Russland versperrt dabei gezielt den Zugang zu ukrainischen Häfen, wohingegen Schiffe, die russische Häfen anlaufen und verlassen, keinen Verzögerungen ausgesetzt sind. Das führte dazu, dass Reedereien und Abnehmer ukrainische Häfen am Asowschen Meer meiden, wodurch Bauern in der Oblast Saporischschja und Hafenarbeitern große Verluste entstehen.
Mariupol, der größte Hafen im Osten der Ukraine, ist seit der russischen Blockade nur zu 20 Prozent ausgelastet. Zum 1. Dezember steckten nach Angaben des Hafendirektors 600 Schiffe fest. Stahlunternehmen in der Hafenstadt halbierten ihre Produktion, weil sie den Export nicht mehr über den Hafen abwickeln können. Mariupol ist vom Meer und vom Osten aus abgeschnitten, wo in 19 km Entfernung die Kämpfe zwischen den ukrainischen Streitkräften und kremltreuen Verbänden mit russischen Sondertruppen anhalten.

## Kräfteverhältnis
Russland

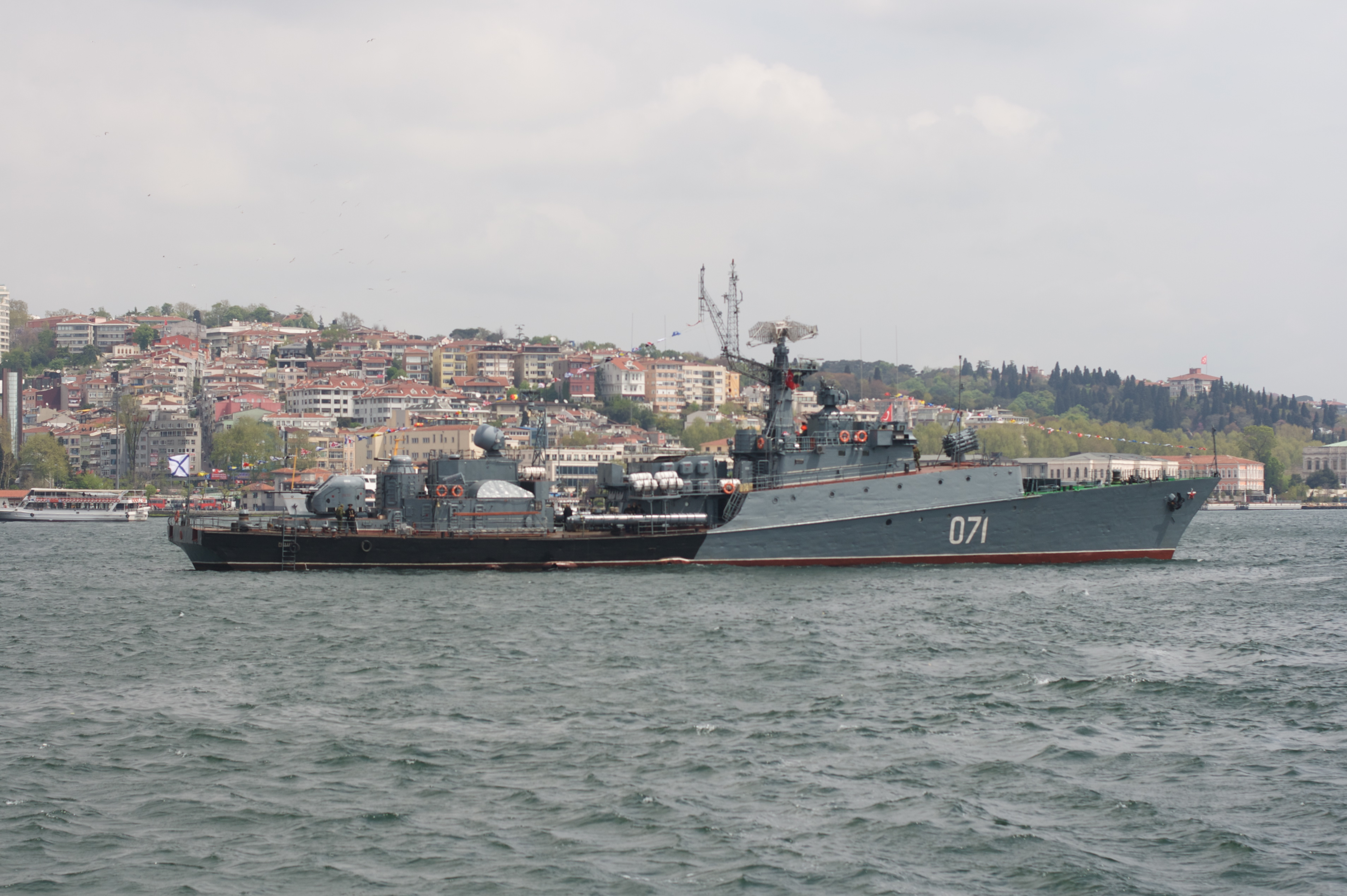
Grischa-V-Korvette Susdalez

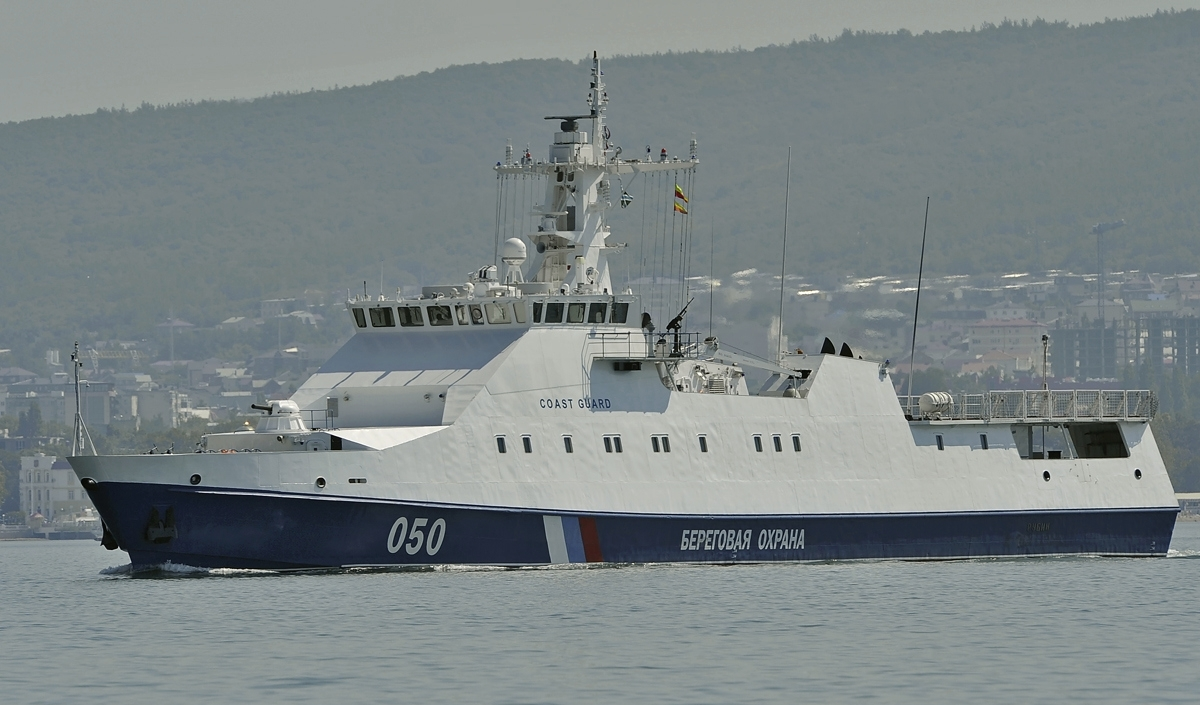
Küstenschutzschiff der Rubin-Klasse, baugleich mit Isumrud

- Susdalez, U-Jagd-Korvette der Grischa-Klasse (Projekt 1124M), Besatzung: 86, davon 9 Offiziere[25][23][54]
- Don, Küstenschutzschiff der Sorum-Klasse (Projekt 745P), Besatzung: 47, davon 6 Offiziere[25][23][54]
- Isumrud, Küstenschutzschiff der Rubin-Klasse (Projekt 22460), Besatzung: 24[25][23][54]
- mehrere Patrouillenboote der Sobol-Klasse (Projekt 12200), Besatzung: 6[25][26][23][54]
- Patrouillenboot der Manguste-Klasse (Projekt 12150), Besatzung: 6[25][26][54]
- Vize-Admiral Sacharjin, Minenabwehrschiff (Projekt 02668), Besatzung: 60[47][54]
- zwei Kanonenboote vom Typ Schmel (Projekt 1204)[25]
- Ejsk, U-Jagd-Korvette der Grischa-Klasse (Projekt 1124M), Besatzung: 86, davon 9 Offiziere[54]
- Kinel, Patrouillenboot der Gratschonok-Klasse (Projekt 21980)[54]
- Patrouillenboot P-845 (П-845) vom Typ Raptor (Projekt 03160)[54]
- Küstenschutzschiff vom Typ Lamantin (Projekt 1496М1)[54]
- zwei Kampfhubschrauber Kamow Ka-50[25]
- zwei Erdkampfflugzeuge Suchoi Su-25[25][27]

Russland setzte mehrere Schiffe der Seekriegsflotte und Küstenwache sowie Kampfflugzeuge ein. Die Schlepper Gandwik (Гандвик) und Bystry (Быстрый) kamen aus den Häfen Kandalakscha und Noworossijsk, um den zivilen Öltanker Neima (russisch Нейма, IMO-Nummer 8895528) unter die Krim-Brücke zu bugsieren und so den Schiffsverkehr in der Meerenge in beide Richtungen zu versperren. Ein weiterer Schlepper MB-173 (МБ-173) begleitete die Gruppe russischer Schiffe, welche die ukrainischen Boote beim Rückzug verfolgte. Nach ukrainischen Angaben hat außerdem ein Mehrzweckkampfflugzeug Suchoi Su-30 auf die ukrainischen Boote geschossen.
Ukraine
- Jany Kapu, Schlepper (Hull-Nummer A 947)
- Berdjansk, Patrouillenboot der Hjursa-Klasse (Projekt 58155), Besatzung: 5
- Nikopol, Patrouillenboot der Hjursa-Klasse (Projekt 58155), Besatzung 5

In der Nacht vom 24. auf den 25. November 2018 betankte das Hilfsschiff Gorlowka (Hull-Nummer U 753) die beiden ukrainischen Patrouillenboote im Schwarzen Meer. Gorlowka blieb im Schwarzen Meer zurück und war nicht in die Kampfhandlungen involviert. Nachdem die Berdjansk einen Hilferuf abgesetzt hatte, machten sich zwei andere ukrainische Patrouillenboote aus dem Asowschen Meer auf den Weg. Die Durchfahrt vom Asowschen zum Schwarzen Meer, wo die Konfrontation stattfand, war jedoch schon durch den Tanker und die Schlepper unter der Krim-Brücke blockiert, sodass die Boote umkehren mussten.

## Seeleute
Trotz internationaler Appelle zur Freilassung der festgenommenen ukrainischen Matrosen kamen die 24 Seeleute, überwiegend junge Männer bis zu 27 Jahre, in russische Haft. Das russische Staatsfernsehen übertrug, wie die ukrainischen Soldaten in Handschellen einem Untersuchungsrichter im besetzten Simferopol vorgeführt werden. Gegen 15 von ihnen, darunter auch verletzte Seeleute, wurde Untersuchungshaft bis zum 25. Januar angeordnet. Für drei der sechs Verletzten fand die Anhörung im Krankenhaus von Kertsch statt. Gegen die anderen neun ranghöheren Seeleute wurde später ebenfalls Untersuchungshaft bis Januar angeordnet. Anwälte wurden nicht zu den Männern vorgelassen. Den Seeleuten drohen sechs Jahre Haft in Russland. Die Ukraine sieht die Männer als Kriegsgefangene nach der Dritten Genfer Konvention von 1949. Russland stellte sich hingegen auf den Standpunkt, die gefangenen Seeleute seien nicht Kriegsgefangene, sondern Kriminelle.
21 Seeleute befanden sich anfangs im Untersuchungsgefängnis in Simferopol und drei Seemänner in Kertsch. Laut russischen Medienberichten wurden die Matrosen am 29. November von der Krim nach Moskau transportiert. 21 Männer befanden sich anschließend in Haft im Lefortowo-Gefängnis, die drei anderen Männer im Krankenhaus der Untersuchungshaftanstalt Matrosenruhe. Daraufhin reichte die Ukraine beim Europäischen Gerichtshof für Menschenrechte eine dringende Staatenbeschwerde gegen Russland ein. Das Gericht forderte Russland auf, bis zum 3. Dezember 2018 zum Gesundheitszustand der Seeleute und dem Grund ihrer Festnahme und Inhaftierung in Russland Stellung zu nehmen.
Die Gefangennahme der Besatzung der Berdjansk, zu welcher der 18-jährige Matrose Andrij Ejder sowie der Kapitänleutnant Roman Mokrjak gehören, rief in der Ukraine Entrüstung hervor. Mokriak, der früher auf der Krim stationiert war, war schon 2014 während der russischen Besetzung der Halbinsel kurzzeitig in russische Gefangenschaft geraten, als sein U-Boot Saporischschja erstürmt worden war. Damals hatte er sich geweigert, in den russischen Dienst zu treten. Dieses Mal lehnte er es wieder ab, mit russischen Geheimdiensten zu sprechen und an der Erstellung von Videoaufnahmen der Gefangenen mitzuwirken. Igor Worontschenko, ein Kommandeur der ukrainischen Seestreitkräfte, bot sich im Austausch für die gefangenen Seeleute an.

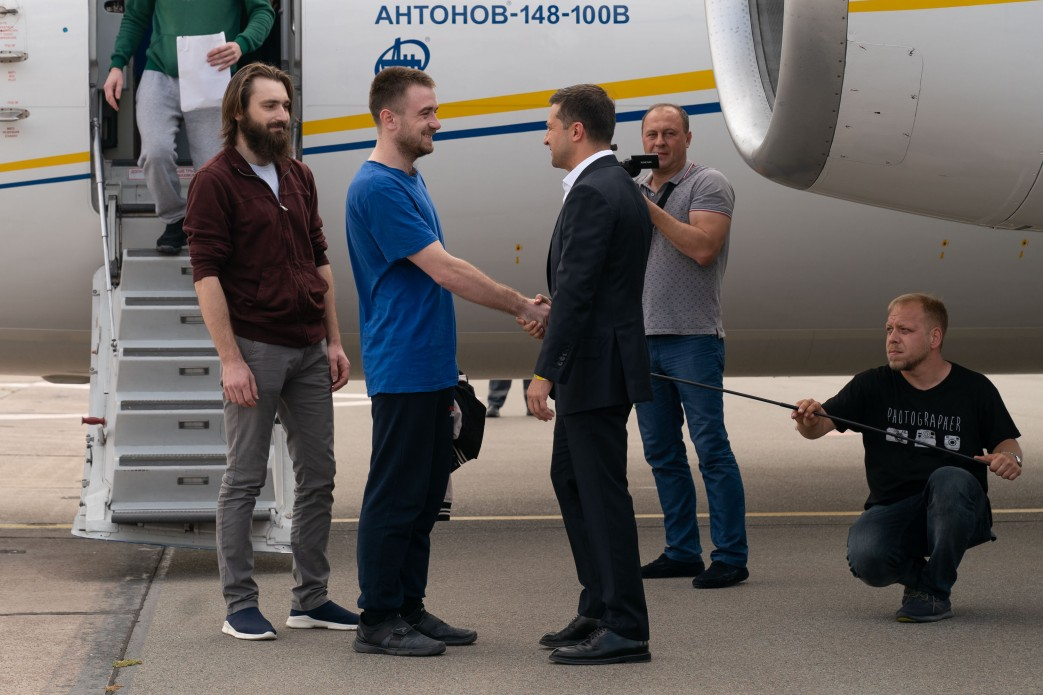
Der ukrainische Präsident Wolodymyr Selenskyj begrüßt die im Rahmen des Gefangenenaustausches zurückgekehrten Seeleute

Die 24 festgesetzten Seeleute kamen Anfang September 2019 im Rahmen eines Gefangenenaustauschs, der unter anderem auch den Regisseur Oleh Senzow und den Separatistenkommandeur Wladimir Zemach umfasste, auf freien Fuß. Die drei beschlagnahmten Schiffe wurden am 18. November 2019 in neutralen Gewässern vor der Stadt Alupka zurückgegeben.

## Reaktionen

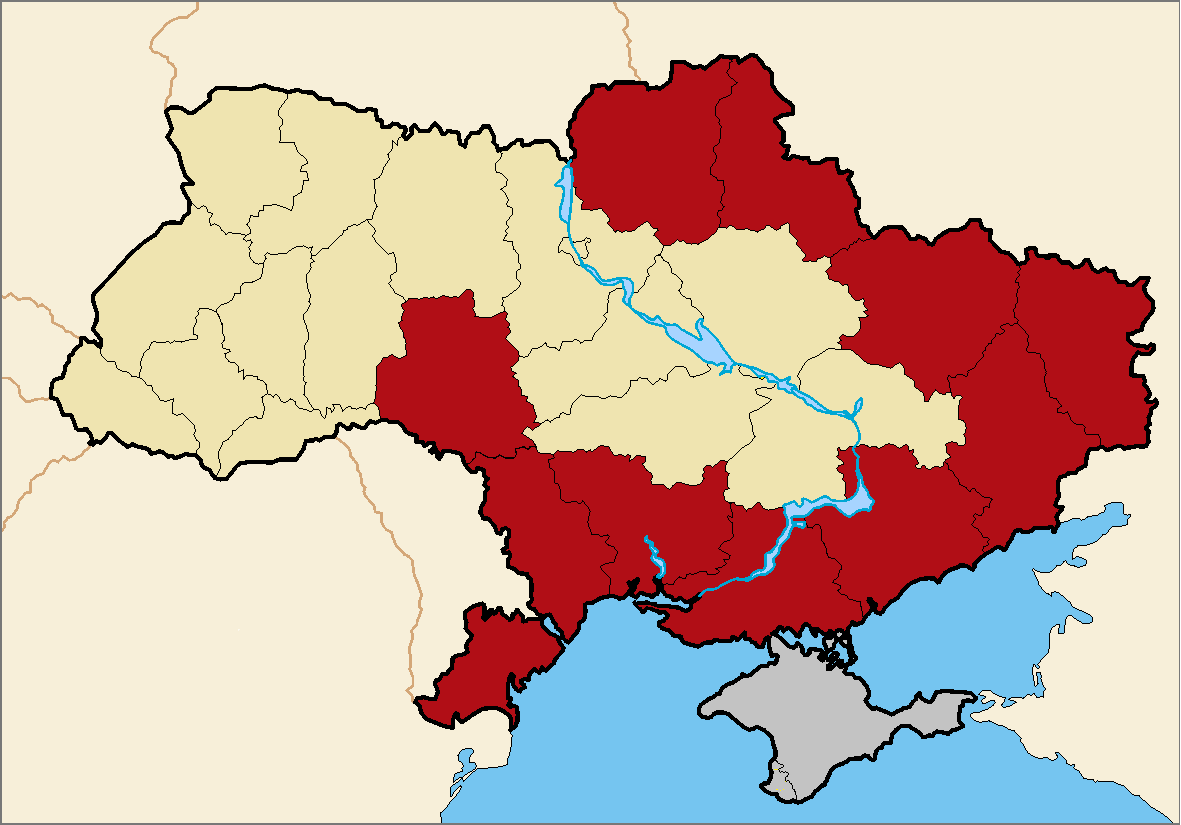
Ukrainische Regionen, in denen das 30-tägige Kriegsrecht galt

Wegen des Zwischenfalls und angeblicher geheimdienstlicher Informationen, wonach Russland einen großen Landangriff vorbereite, beantragte der ukrainische Präsident Petro Poroschenko beim Parlament die Verhängung des Kriegsrechts für 30 Tage, beginnend am 28. November um 9 Uhr Ortszeit in den zehn Regionen mit Grenze zu Russland und Transnistrien, das unter russischer Kontrolle steht. Das Parlament stimmte dem Antrag zu. Laut Poroschenko hat die russische Armee die Zahl der Panzer an ihren Stellungen entlang der ukrainisch-russischen Grenze verdreifacht. Männlichen russischen Staatsbürgern im Alter zwischen 16 und 60 Jahren wurde für einen Monat die Einreise verboten. Ausnahmen gelten für Einreisen aus humanitären Gründen. Präsident Poroschenko erklärte, die Maßnahme ziele darauf ab, Russland daran zu hindern, auf ukrainischem Boden „private Armeen“ zu bilden.
Russland verlegte Seezielflugkörper vom Typ 3K60 Bal nach Kertsch. Am 27. November zeigten russische Staatsmedien den Transport der Antischiffraketen auf die Krim. Zudem wird Russland zusätzliche Boden-Luft-Raketen vom Typ S-400 Triumf auf der Krim stationieren. Das ist das vierte Luftabwehrsystem des Typs S-400, das Russland seit der Annexion auf der Krim installiert hat. Ein Vermittlungsangebot Deutschlands und Frankreichs lehnte der russische Außenminister Sergei Lawrow ab. Einen telefonischen Anruf des ukrainischen Präsidenten nahm der russische Präsident Putin nicht entgegen. Am 28. November begann Russland eine Blockade ukrainischer Häfen am Asowschen Meer. Schiffen nach Mariupol oder Berdjansk verweigert Russland die Zufahrt, während Schiffe, die russische Häfen anlaufen, durchgelassen werden. Präsident Putin sagte am 1. Dezember im Zusammenhang mit dem G20-Gipfel in Buenos Aires 2018, dass der Krieg mit der Ukraine weitergehen würde solange die derzeitige ukrainische Regierung an der Macht ist. „Zwei kleine Boote, die die USA der Ukraine gegeben haben, konnten nicht mal durch die Straße von Kertsch fahren“, sagte Putin. Tatsächlich wurden die geenterten Patrouillenboote der Hjursa-Klasse in der Werft Kusnja na Rybalskomu in Kiew hergestellt und waren nie im Bestand der Vereinigten Staaten. Putin stellte die Ukrainer mehrfach als Kriegstreiber dar. Die tatsächliche völkerrechtliche Situation stellt er in Abrede. Nachdem Putin die Mitarbeiter des FSB für deren Beschuss und Enterung der ukrainischen Schiffe gelobt hatte, entschied das russische Parlament, die FSB-Leute für besondere Verdienste auszuzeichnen.
Die Vereinigten Staaten, die drei baltischen Staaten, Schweden, Tschechien, Rumänien, die Türkei, die Europäische Union, Großbritannien, Frankreich, Polen, Dänemark und Kanada verurteilten das russische Vorgehen. Die deutsche Bundesregierung ließ mitteilen, dass keine Rechtfertigung für den Einsatz militärischer Mittel durch Russland zu erkennen sei und rief Russland zur Freilassung der festgenommenen Seeleute und Rückgabe der aufgebrachten Schiffe auf. Deutschland unterstütze die volle Souveränität und territoriale Integrität der Ukraine, wozu aus deutscher Sicht auch die Schifffahrtsrechte in die Meerenge von Kertsch und ins Asowsche Meer gehören. Die deutsche Bundeskanzlerin geht davon aus, dass die im Fernsehen gesendeten Geständnisse der ukrainischen Soldaten abgepresst wurden. Österreichs Außenministerin Karin Kneissl verurteilte die militärische Gewaltanwendung durch russische Einheiten, forderte die umgehende Wiederherstellung der Freiheit der Schifffahrt auf Basis internationalen Rechts und mahnte beide Seiten, von weiteren militärischen Eskalationen abzusehen. Die NATO rief Russland zur Deeskalation auf. Generalsekretär Jens Stoltenberg sagte, der Einsatz von militärischer Gewalt gegen ukrainische Schiffe und Marinepersonal sei nicht gerechtfertigt. Russland folgte Aufrufen anderer Länder nicht, die festgehaltenen ukrainischen Matrosen und Schiffe freizulassen.
In einer von Kiew und Moskau initiierten Dringlichkeitssitzung des UNO-Sicherheitsrates am 26. November wurde Russlands Sichtweise, die Ukraine habe durch die Verlegung ukrainischer Schiffe in ukrainische Häfen russische Grenzen verletzt, mehrheitlich abgelehnt.
Als erstes Land kündigte Litauen an, neue Sanktionen gegen 20 Russen einzuführen, die direkt am Angriff gegen die ukrainischen Boote beteiligt waren. Außerdem sagte Präsidentin Dalia Grybauskaitė, dass Litauen humanitäre und militärische Hilfe bereitstellen würde.
Anlässlich des EU-Gipfels im Dezember 2018 erklärten alle 28 EU-Länder ihre Solidarität mit der Ukraine und bezeichneten die Handlungen Russlands als inakzeptabel. Der Generalsekretär der OSZE rief Russland zu einer Geste des guten Willens auf und zur Freigabe und Freilassung der beschlagnahmten Schiffe und Besatzungen. Er bemerkte aber auch, dass schlicht der politische Wille für mehr Frieden fehle.

## Bewertung
Bei dem Zwischenfall im Schwarzen Meer handelt es sich um den ersten offenen, unter russischer Flagge ausgeführten Angriff des russischen Militärs gegen die Ukraine. Beide Länder befinden sich seit der Besetzung der Krim im Februar 2014 und dem Krieg in der Ostukraine in einem internationalen bewaffneten Konflikt. Allerdings agierte Russland bisher verdeckt. So trugen die russischen Spezialeinheiten, die maßgeblich an der Okkupation der Krim beteiligt waren, keine Hoheitszeichen und Russland dementierte zunächst, dass es sich um russische Soldaten handelte. Den Einsatz regulärer russischer Truppen im Osten der Ukraine bestreitet Moskau trotz zahlreicher Indizien bis heute.
Der Angriff auf die ukrainischen Boote und die anschließende Blockade der Meerenge von Kertsch wurde als eine gezielte Eskalation und militärische Machtdemonstration Russlands beschrieben. Nachdem Russland über die Krim und Teile der Ostukraine Kontrolle erlangt habe, wolle es seine Einflusszone ausdehnen und das Asowsche und Schwarze Meer dominieren, an das neben der Ukraine auch drei NATO-Staaten grenzen. Mit dem Angriff habe Russland klar Völkerrecht gebrochen; weder die Krim noch ihre Küstengewässer und die Meerenge von Kertsch seien russisch (vgl. Seerechtliche Situation). Die Ukraine verfüge derzeit jedoch nicht über die Mittel, ihren Rechtsstandpunkt militärisch durchzusetzen. Im Laufe der Krim-Annexion habe das Land einen Großteil seiner Flotte an Russland verloren. Für die russische Regierung sei der Angriff auch ein Test, wie der Westen und die NATO auf die Anwendung offener Gewalt gegen die Ukraine reagieren. Moskau habe laut dem ehemaligen US-Botschafter John Herbst darauf spekuliert, dass die ukrainischen Seeleute das Feuer erwidern und Russland so einen Vorwand zu weiteren militärischen Handlungen geben würden. Der Zeitpunkt für eine militärische Eskalation sei für Russland besonders günstig, weil Russland einerseits massive militärische Präsenz in der Gegend aufgebaut habe, Europa mit eigenen Problemen – etwa Brexit und den Protestaktionen der Gelbwestenbewegung – abgelenkt sei, und Donald Trump große Sympathie für den russischen Präsidenten hege. Als ein weiterer Grund wird diskutiert, dass Russland einen Landzugang vom ukrainischen Festland auf die besetzte Krim suche und dazu Mariupol am Asowschen Meer von der Ukraine abspalten wolle. Derzeit ist die Krim von Russland aus nur über die Krim-Brücke erreichbar, wobei sich Berichte häuften, dass die Brücke ernsthafte Baumängel aufweise. Mariupol war bereits 2014 zwischen der Ukraine und russischen Spezialeinheiten und kremltreuen Milizen umkämpft, Kiew behielt jedoch die Kontrolle.
Die wirtschaftlichen Auswirkungen der Seeblockade für die Ukraine werden als eine Erklärung für das russische Vorgehen angeführt. Demnach sei insbesondere die Sperrung des ukrainischen und internationalen Schiffsverkehrs Teil einer Strategie Russlands, die Ukraine weiter zu destabilisieren und wirtschaftlich zu schwächen. In den Monaten zuvor hatte Russland begonnen, die Durchfahrt durch die Meerenge von Kertsch und damit den Weg zu den Häfen der Ostukraine zu unterbinden. Nun wolle die russische Regierung die Ukraine zusätzlich unter Druck setzen. Die Tiefwasserhäfen am Asowschen Meer sind für die Ukraine von großer wirtschaftlicher Bedeutung. Das russische Vorgehen ziele darauf ab, die Wirtschaft der ukrainischen Häfen abzuwürgen und den Handel mit Europa und dem nahen Osten zu beeinträchtigen. Laut Paul Flückiger wurde zudem spekuliert, dass Russland mit der Asow-Blockade vielleicht die Wiederaufnahme der ukrainischen Wasserlieferungen an die besetzte Krim erzwingen wolle.
Der Internationale Seegerichtshof in Hamburg urteilte im Mai 2019, dass Russland kein Recht dazu hatte, im Schwarzen Meer die ukrainischen Boote zu stoppen und zu beschießen und die Seeleute festzunehmen. Das Gericht fordert die sofortige Freilassung der Matrosen sowie die unverzügliche Rückgabe der beschlagnahmten ukrainischen Schiffe. Das Vorgehen Russlands gefährde die internationale Sicherheit. Für die Freigabe der beschlagnahmten Schiffe und die Freilassung der festgehaltenen Marinesoldaten stimmten 19 Richter, lediglich ein Richter aus Russland votierte dagegen. Russland bestritt die Zuständigkeit des Seegerichtshofs, ist nach dem Seerechtsübereinkommen jedoch verpflichtet, sich an die Entscheidung des Gerichts zu halten.